# PhraseExpress
PhraseExpress — условно-бесплатная утилита с закрытым исходным кодом для операционных систем семейства Microsoft Windows, macOS, iOS и Android которая служит для быстрого набора или вставки часто используемых слов и текстовых данных.

## Описание
PhraseExpress можно использовать для наиболее упрощённого набора текста для экономии времени. Программное обеспечение позволяет создавать список автозамены, а также назначить способ всплывания индивидуального шаблона при наборе текса или наборе символов, а также отображение шаблонов при помощи назначенных сочетаний горячих клавиш. Из других функций утилиты можно отметить динамический текст, исправление орфографических ошибок в любом приложении и поддержку управления курсором. Также программу можно использовать для выполнения таких рутинных операций, как запуск приложений, загрузка веб-страниц и открытие документов (реализуются данные действия через макросы).
PhraseExpress сохраняет коллекции различных текстовых данных с последующим распределением их по категориям. Утилита тесно интегрируется в контекстное меню Microsoft Windows, что позволяет быстро назначить команды для запуска абсолютно любых файлов.
Все слова сохраняются в одном единственном файле, что позволяет безопасно перенести их на другой компьютер или сделать резервную копию.

### Standard Stand-Alone Edition
Существует Standard Stand-Alone Edition версия утилиты, она является бесплатной для персонального некоммерческого использования.